# Xenandra helius
Xenandra helius is een vlindersoort uit de familie van de prachtvlinders (Riodinidae), onderfamilie Riodininae.
Xenandra helius werd in 1779 beschreven door Cramer.